# ミラーを拭く男
『ミラーを拭く男』（ミラーをふくおとこ）は2004年8月21日に公開された日本映画。2003年10月に長野で先行公開された。サンダンス・NHK国際映像作家賞2002入賞作品。

## あらすじ
定年を間近に控えたサラリーマンの皆川勤は、思わぬ交通事故を起こしてしまう。被害者は軽傷だったが、執拗に金銭を要求してくる。対応は妻の紀子に任せきりで、皆川は堅く口を閉ざしたままだ。そんな父に対して息子の芳郎と娘の真由美は、冷たい態度をとる。家族に黙って会社を辞めた皆川は、市内のカーブミラーを拭き始めた。そして家族から離れ、全国のカーブミラーを拭く旅に出る。家族の崩壊と再生の物語。

## キャスト
皆川勤〈63〉
演 - 緒形拳
カーブミラーを拭くというボランティア活動（以下、「ミラー拭き」）で全国を周っている。「ミラー拭き」を始めたのは、3年前にカーブミラーが汚れていたせいで人身事故を起こしたことがきっかけ。事故後から市内のミラーを拭き始め、その後、北海道から脚立や掃除道具などを乗せた自転車で南下する旅へ出る。
元々か事故後からは不明だが、寡黙な性格で多くを語らない。実直で忍耐力があり、3年前に事故を起こすまで会社を病気などで休んだことがなかった。
趣味は将棋で、テレビの将棋講座を視聴するなどしている。
皆川紀子
演 - 栗原小巻
東京の一軒家で家族で暮らしている。3年前に勤が事故を起こして以来、被害者の祖父との応対を夫の代わりにしている。事故後から勤が理由を告げないまま会社を休み、「ミラー拭き」を始めたために気苦労が絶えない。
マスコミのことを「夫は個人的にやっているだけなのに、ニュースで取り上げたら途中で辞めにくくなる」とあまり良くは思っていない。
事故の被害者の祖父と若い妻と会ったのち、1人になると年の差を笑うなど、少々配慮が足りない面がある。
これまで車の免許を持っていなかったが、勤が「ミラー拭き」の旅に出たのち、車の必要性を感じて教習所に通い始める。
皆川真由美
演 - 国仲涼子
勤の娘。大学生か専門学校生。
勤が起こした事故について、被害者の不注意および親がそばにいなかったことから「父だけの責任になるのはおかしい」「被害者の祖父に因縁つけられてるのでは」と思っている。
紀子に似てか、口が悪いところがある。
甘い物好きで、夕食前にパフェやアイスクリームを食べては紀子から文句を言われている。
皆川芳郎
演 - 辺土名一茶（DA PUMP）
勤の息子（真由美の兄）。茶髪にピアスの出で立ちだが、社会人としてどこかで働いている。
事故直後から被害者との電話応対などを紀子に任せた勤に不満を持っている。
車で市内を運転中にカーブミラーの前に置いた脚立に乗って何かをする勤を見つけ、帰宅後に紀子に伝えた。
冒頭で東北の病院に入院した勤を見舞うために家族と駆けつけ、加害者の若者の責任の度合いを巡って話し合う。
気が短く、作中では基本的に不機嫌。
鴇田ひかり
演 - 水野久美
勤の姉。
皆川家を訪問した際、キッチンで真由美と話していた所、後から来た溝口が玄関先で紀子に怒っているのを耳にする。それについて真由美と会話し、相手が帰宅後に紀子を気遣う言葉をかける。
佐々木智和
演 - 小倉一郎
皆川家が暮らす市の土木建築課の職員。市役所に訪れた紀子から、カーブミラーの清掃をするのに申請がいるかなどの質問を受ける。
飯沼隆
演 - 西川弘志
皆川家と同じ市内にある自動車販売店（SUBARU）の社員。店にやってきた紀子に販売している車のことを説明する。
真下加奈
演 - 滝裕可里
東北のとある田舎町に住む少女。年恰好は中学生ぐらい。自転車で帰宅時に勤と出会う。
地元の道路のミラーの数が少ないことに不満を持っており、当初は勤を役場の職員と勘違いして彼が乗る脚立にわざとぶつかる嫌がらせをした。直後、「ミラー拭き」をする勤と気づいてお詫びの印に自宅の夕食に招く。
真下辰巳
演 - 本田博太郎
加奈の父。加奈が招待した勤や近所の人たちと大勢で食卓を囲む。以前に車好きな息子が事故を起こし、家を出て行ってしまった。地元にはカーブミラーが3機しかないことに対し、以前から役場に事故を予防するためのミラーを増やしたいと言っており、知名度がある勤に役所への働きかけを頼む。
真下節
演 - 風見章子
加奈の祖母。亡き夫が生前乗っていた軽トラックを「ミラー拭き」の移動手段として使ってくれるように勤に提案した。
須藤公孝
演 - 江藤漢斉
真下家の地元の住人。近所の人たちを集めた真下家の夕食で酒を飲み、勤に「全国のミラーを拭くのはさすがに無理でしょ」と意見する。
石井幸男
演 - 松尾敏伸
冒頭の勤が被害に遭った事故の加害者。東北の海沿いの道路を車で走っていた所、「ミラー拭き」をしていた勤と接触事故を起こす。勤が入院する病院で出会った芳郎に「僕の車は脚立に当たっただけで、直接(勤の)体には当たっていない」と主張する。
山村憲一
演 - 奥村公延
海沿いの街で暮らす住人。冒頭で事故に遭った勤を他の地元の人らと様子をうかがい、動揺している幸男には警察や救急車を呼ぶように指示していた。
木下庸司
演 - 山本圭
札幌市役所職員。
市役所に訪れた勤から札幌市内にあるミラーの数を尋ねられ、1,800機以上あることを伝える。
以前、テレビで「ミラー拭き」を見ていたので勤を知っていた。仕事終わりに居酒屋に誘った。
村井博之
演 - 笑福亭松之助
北海道の、とある街の広い市場の客。家族で市場に訪れたところ、顔が知られるようになった勤とたまたま出会う。
米田義弘
演 - 岸部一徳
中央テレビ局プロデューサー。「ミラー拭き」をする勤に興味を持ち、いつ頃からかその様子をディレクターの“はしもと”を連れて数日ごとに密着取材してきた。勤が病院に運ばれたと聞いて紀子に状況を聞く。
溝口幸治
演 - 長門裕之（特別出演）
3年前に勤が起こした自動車事故の被害者の祖父。事故後、電話による謝罪しかしない勤に腹を立てて自宅に訪れ、代わりに応対した紀子に誠意を見せるように文句を言う。
「夫の体調が悪い」と言った紀子には対応の悪さを玄関先や電話口で文句を言っていた。
上野恒男
演 - 津川雅彦
北海道から出るフェリーの客。元会社の役員で勤と同い年。関西人らしく関西弁で話す。定年を機に時間に余裕ができたため、以前からの夢だった自転車で北海道を巡るツーリングをしている。北海道から帰るフェリーで勤と知り合い、雑談を交わした後携帯電話の番号を教える。数年前に妻を亡くしている。行動力や企画力があるがドライな考え方の持ち主。その後勤と再会し、「ミラー拭き」に協力する。
熊代秀治
演 - 大滝秀治
皆川家と同じ市内の住人。数年前に幼かった孫娘を事故で亡くしており、その賠償金で事故現場にカーブミラーを設置した。事故現場では前々から自身を含めた住民が事故の恐れを感じてカーブミラーを望んでいたのに設置してもらえず、孫娘が死んでから市役所がミラーの必要性に気づいたことを腹立たしく思っている。
ミラーを寄贈したことを知った勤が、自宅に話を聞きに来る。

## スタッフ
- 脚本・監督：梶田征則
- プロデューサー：竹村幸男、上田信、吉田晴彦、木谷奈津子、大橋孝史
- 撮影：上野彰吾
- 照明：黒田紀彦
- 音楽：千住明
- 製作：『ミラーを拭く男』パートナーズ

ヴィジョンファクトリー
NHKエンタープライズ21
イエス・ビジョンズ
日本スカイウェイ
パル企画
- 配給：パル企画

## テーマ曲
- 「空と風のワルツ」美輪明宏

## その他
- 2003年サンダンス国際映画祭ワールドプレミア上映
- 2003年モントリオール世界映画祭出品
- 2004年シネクエスト映画祭出品